# Abdiwahid Elmi Gonjeh

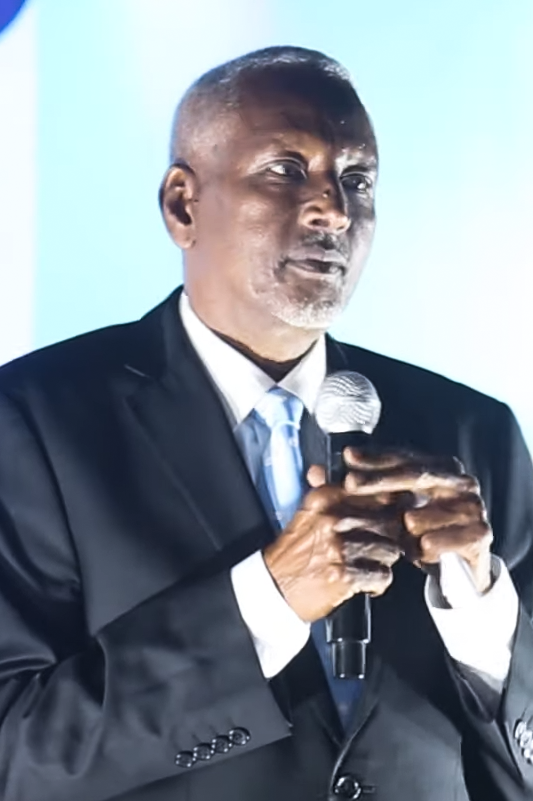
Abdiwahid Elmi Gonjeh (2021)

Abdiwahid Elmi Gonjeh (Somali: Cabdiwaahid Elmi Goonjeex, arabisch وحيد عبدي علمي غونجاه; * in Galguduud) ist ein somalischer Politiker, der unter anderem vom 24. September bis zum 31. Oktober 2010 Premierminister Somalias war.

## Leben
Am 31. Januar 2009 übernahm Gonjeh in der Regierung von Premierminister Omar Abdirashid Ali Sharmarke die Ämter als stellvertretender Premierminister sowie als Minister für Energie und Öl. Später war er im Kabinett Sharmarke Transportminister.
Nach dem Rücktritt von Omar Abdirashid Ali Sharmarke wurde Gonjeh vom Präsidenten der Übergangsregierung Somalias, Sharif Sheikh Ahmed, am 24. September 2010 zum Premierminister Somalias ernannt.
Am 10. September 2012 kandidierte Gonjeh für das Amt des Staatspräsidenten. Dabei erhielt er bei der Wahl durch das Bundesparlament jedoch nur drei der 271 abgegebenen Stimmen und verpasste somit als Zehntplatzierter den zweiten Wahlgang. Bei den Wahlen vom 8. Januar 2017 wurde er als Vertreter von Galmudug zum Senator und Mitglied des Oberhauses des Bundesparlaments gewählt.